# Razionamento

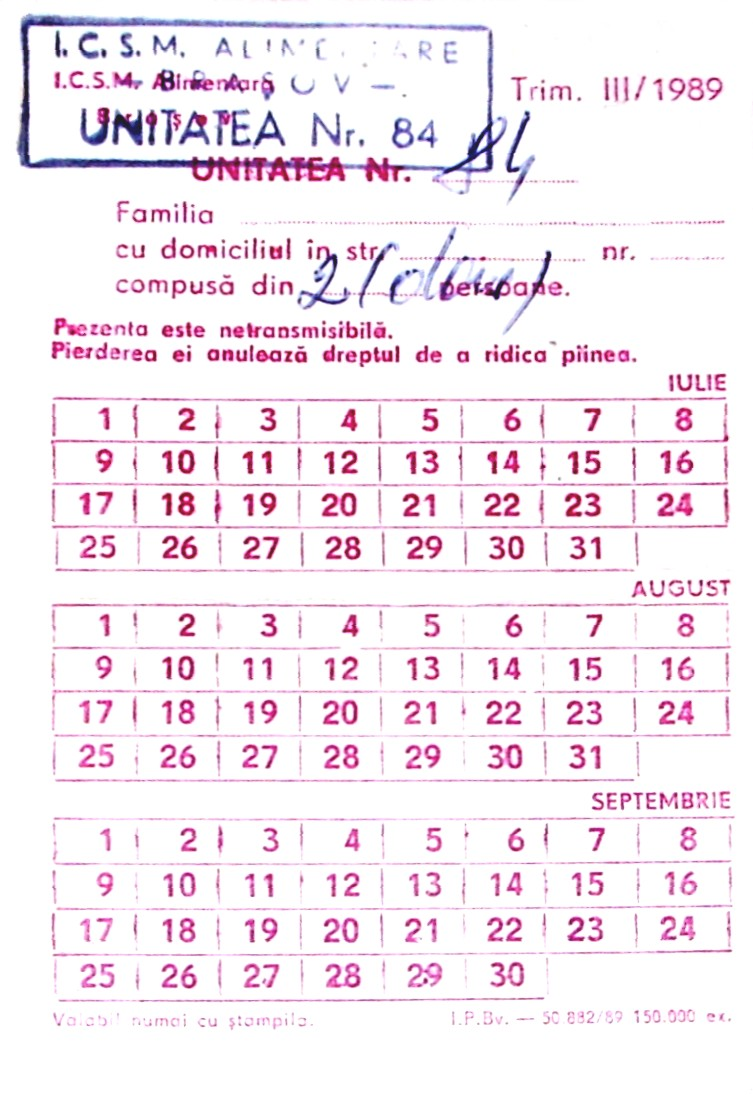
Tessera annonaria rumena, 1989.

Il razionamento è una situazione sociale che prevede la suddivisione di beni primari (come il cibo) razionando i beni a seconda della situazione.

## Storia
Nella prima guerra mondiale a Londra, Parigi e Berlino il cibo di prima necessità veniva razionato a seconda del numero di persone in famiglia, mentre il cibo di seconda necessità come lo zucchero non veniva più prodotto perché la produzione costava troppo e tutti i soldi dovevano essere utilizzati nell'industria bellica.
Il razionamento poteva anche avvenire in caso di carestia in uno stato o in un territorio, come successe nelle campagne russe nella grande carestia del 1921 che terminò solo nel 1922 uccidendo più di 5 milioni di civili. Infatti la Russia nel 1921 produceva solo 38,2 milioni di tonnellate di grano ovvero meno della metà delle tonnellate prodotte nel 1920. In quel caso il razionamento fu a dir poco distruttivo dato che in tutto la popolazione che fu colpita dalla carestia fu di circa 90 milioni di persone.
Durante il periodo del comunismo di guerra il metodo distributivo del razionamento fu applicato come sistema proditorio ossia non in relazione a una contingenza (sebbene contingenze furono usate per giustificarne l'applicazione) ma come metodo voluto e pianificato, al posto del denaro (che si intendeva abolire definitivamente).

## Esperimenti
Oltre al comunismo "di guerra", che fu un esperimento incompleto, nel periodo della rivoluzione russa vi furono alcuni esperimenti localizzati di praticare un'economia compiuta volutamente basata sul razionamento. In genere essi corrispondevano alla visione anarco-comunista. Il più noto e duraturo di questi fu la Repubblica Sovietica di Naissaar, mentre la Esercito insurrezionale rivoluzionario d'Ucraina durò più a lungo ma non fu completata. D'altro canto, il tentativo di estenderlo all'intera Unione Sovietica operato tramite la Rivolta di Kronštadt non andò a buon fine. 
Secondo gli interpreti anarco-comunisti, nonostante Karl Marx non abbia mai indicato precisamente in cosa dovesse consistere in pratica il sistema comunista, essi ritengono che l'abbandono del comunismo di guerra basato sul metodo distributivo del razionamento (ossia secondo loro del comunismo tout court, da evolvere in seguito ma non abbandonare totalmente come, secondo questa interpretazione, invece fece Lenin) abbia rappresentato l'abbandono del sistema comunista stesso, non considerando essi più tale quello che ne seguì ma solo un capitalismo di stato ritenendo essi assolutamente imprescindibile dal sistema comunista l'abolizione del concetto stesso di "unità di conto" conseguentemente rappresentato dal denaro nel suo utilizzo come mezzo di scambio e di accumulazione di valore ("capitale") e quindi inconciliabile con il comunismo la sua esistenza che Marx implicitamente non avrebbe contemplato. Difatti sebbene la dottrina marxista indicasse una società "con accumulazione di capitale" come presupposto fondamentale per la creazione del socialismo, egli non si riferiva al capitale finanziario ma al capitale fisico ossia i mezzi di produzione, per questo motivo egli immaginò erroneamente come candidati al comunismo i paesi più ricchi anziché quelli poveri.
Questa interpretazione deriva principalmente dalla teoria marxiana del valore nella quale viene imputata la scarsità non a deficit materiali o produttivi ma unicamente al problema della trasformazione dei valori in prezzi di produzione derivato dalla mercificazione ossia dalla valutazione tramite unità di computo che determinando la considerazione del "costo opportunità" nelle unità marginali dà come conseguenza sovraccumulazione e sottoconsumo, in particolare di forza lavoro, nota come disoccupazione, che verrebbe a essere essa stessa sia causa unica sia conseguenza di sottoconsumo. 
La distribuzione mediante razionamento (ossia distribuendo per suddivisione tutto ciò che viene prodotto, indipendentemente quindi dal potere d'acquisto finanziario dei soggetti fruitori, seppur necessariamente gerarchizzata in base alle quantità disponibili, in maniera egualitaria in virtù del motto "ognuno secondo le sue capacità, a ognuno secondo i suoi bisogni") secondo Marx risolverebbe tale distorsione portando quindi automaticamente produttività e impiego delle risorse perennemente al loro limite massimo possibile ("ottimo paretiano" o "frontiera delle possibilità produttive"). Difatti in tale nuovo contesto produttivo, come conseguenza dell'autogestione, secondo la visione di Émile Durkheim le forme precedenti di organizzazione sociale nei rapporti di lavoro verrebbero automaticamente sostituite da quella che egli definì solidarietà contrattuale, nuovo tipo di filosofia del diritto, di tipo organicista, che considerando la teoria del lavoro socialmente necessario esplica in essa il suddetto motto marxiano "ognuno secondo le sue capacità, a ognuno secondo i suoi bisogni": non competizione e individualismo ma collaborazione e interdipendenza, sulla base del concetto di Hans Jonas "al principio speranza contrapponiamo il principio responsabilità e non il principio paura".

## Meccanismo
Lo scopo del razionamento è di garantire un minimo di una risorsa o di imporre un limite massimo al suo utilizzo. (Quest'ultimo è il caso del razionamento del carbonio, dove la scarsità è artificiale). Di solito, il governo determina una razione equa, ad esempio proporzionale al numero di membri della famiglia. Se i partecipanti possiedono diritti diversi su una porzione (anche quando hanno la stessa necessità) e non ce n'è abbastanza per tutti, allora può essere applicato uno dei tanti algoritmi per risolvere il "problema del fallimento" (bankruptcy problem).
La Svezia dal 1919 al 1955 e la Finlandia dal 1944 al 1970, così come l'Estonia dal 1º luglio 1920 al 31 dicembre 1925, cercarono di limitare il consumo di alcol tramite il razionamento con il sistema Bratt, in base al quale a ogni nucleo familiare veniva dato un libretto (motbok in Svezia, viinakortti in Finlandia, tšekisüsteem in Estonia), dove dopo ogni acquisto di bevande alcoliche veniva aggiunto un timbro, in base alla quantità di alcol acquistata. Se l'acquirente aveva raggiunto la sua razione mensile, avrebbe dovuto aspettare fino al mese successivo per comprarne altro. Le razioni erano basate sul genere, sul reddito, sulla ricchezza e sullo stato sociale, con i disoccupati e i beneficiari dell'assistenza sociale che non potevano acquistare alcun alcol. Inoltre, poiché i motbok venivano distribuiti per nucleo familiare, non per persona, le mogli dovevano condividere l'assegno familiare con i loro mariti e di fatto non ricevevano nulla. Spesso le persone cercavano di aggirare il razionamento facendo spesso uso di libretti di amici o persino di sconosciuti. Il razionamento dell'alcol fu infine abolito in Svezia con l'apertura di negozi di liquori Systembolaget di proprietà statale, dove le persone potevano acquistare bevande alcoliche senza limiti.
In altri casi, la razione può essere stimata solo dal beneficiario, come nel caso di una fabbrica per la quale l'energia deve essere razionata. In tali casi, è necessario un meccanismo per scoraggiare la segnalazione errata di bisogni o desideri (ad esempio, per soddisfare la strategia a prova di). Supponiamo che ogni partecipante segnali una razione ideale. Per il cosiddetto razionamento uniforme, ogni razione è impostata sul minimo della razione ideale del partecipante e un limite, il quale è determinato in modo che la somma delle razioni sia uguale alla quantità disponibile. Quindi il partecipante che chiede di meno sarà servito per primo. Questo meccanismo è a prova di strategia, evita inutili sprechi (ottimo paretiano) e tratta equamente i soggetti equivalenti (anonimato). Infatti, è l'unico meccanismo di questo tipo. (L'anonimato in questa affermazione può essere sostituito da "assenza di invidia" o envy-freeness). Per la ridistribuzione di beni scarsi ai richiedenti da parte dei fornitori, vedere microeconomie non monetarie.
Per una gestione fluida della catena di fornitura, le forniture possono essere razionate, il che a volte viene definito il gioco del razionamento.
Diverse entità nel corso della storia hanno praticato il razionamento per le ragioni più disparate (in epoca moderna in genere la perdita di fiducia collettiva nel valore del denaro), e nonostante su alcuni punti ognuna abbia applicato metodi differenti, il meccanismo generale può essere riassunto complessivamente svolgersi mediante questi passaggi, affidati ognuno a un organismo burocratico preposto subordinato ai relativi ministeri:
- Produzione - (può essere nazionalizzata o meno)
  - Alimentare - agricoltura, allevamento, pesca e piscicoltura.
  - Manifatturiera.
  - Materie prime.

- Approvvigionamento - si occupa a tutti i livelli territoriali della ricezione dei beni da parte dei produttori e li consegna alla distribuzione - qualora i produttori non siano nazionalizzati può avvenire per requisizione - se nazionalizzati, il problema non sussiste; distribuisce direttamente (tramite ricorso al trasporto e sulla base delle disponibilità) le materie prime, i semi-lavorati, e i mezzi di produzione da azienda ad azienda senza l'intermediazione di altri organismi - si occupa della statistica riguardo alla produzione ricevuta, per cui indica all'ufficio razionamento il raggiungimento di determinati obiettivi da premiare.

- Distribuzione - essa riguarda l'organizzazione della suddivisione equa tra tutti gli aventi diritto, di ciò che è disponibile; essendo la "razione" uguale per tutti, in genere è possibile cambiare beni non graditi con altri disponibili (ad esempio le sigarette, dato che non tutti le utilizzano) secondo listini prefissati delle relative equivalenze. Si avvale di magazzini di smistamento (nazionale, regionali, provinciali, mandamentali, metropolitani, comunali, quartierali) che terminano nei centri di distribuzione locali ("negozi") - potendo usufruire lavoratori e studenti perlopiù delle mense aziendali o di comparto o scolastiche, gran parte della razione alimentare sarà da essi scambiata con altri beni, mettendo nella disponibilità di chi non dispone di accesso a mense una maggior quota alimentare nella razione rispetto a quella base (che di conseguenza sarebbe impostata come inferiore alle necessità) - in genere i prodotti rifiutati (ossia scambiati con altri prodotti) vengono inseriti nelle razioni altrui su classifica o messi a libera disposizione fino ad esaurimento, anziché essere accumulati o spediti indietro la catena distributiva - solo eccessivi accumuli di massa vengono rispediti indietro per essere reimmessi nel circuito complessivo o ammassati o esportati - in questo modo si soddisfano prima le necessità complessive e si rinuncia solo al superfluo, anziché basarsi sulla "legge della domanda e dell'offerta" e altre delle economie capitaliste.

- Allocazione - essa riguarda l'allocazione di beni esistenti in singoli esemplari in numero limitato (ad esempio automobili), per la quale si segue una lista progressiva a punteggio anziché un'equa (impossibile per definizione) suddivisione.

- Razionamento - stabilisce la suddivisione e ripartizione pro capite dei beni sulla base delle loro disponibilità, indicandole agli uffici preposti a distribuzione e allocazione; generalmente la suddivisione territoriale avviene per numero complessivo di abitanti delle diverse regioni ossia in maniera perfettamente equa, lasciando al solo ufficio locale finale (che detiene l'archivio inerente) il razionamento specifico sulla base del posizionamento in classifica dei singoli soggetti nelle liste progressive - l'aggiornamento del punteggio personale avviene su indicazione dell'ufficio del lavoro o dell'istruzione (incremento) e degli organi giudiziari (decremento per multe e condanne) - Partendo da un punteggio base alla nascita, in genere a conseguimento di diplomi scolastici corrisponde assegnazione di punteggio; idem per l'espletamento di servizio militare. Stante la differenziazione sulla base dell'età, per non creare eccessiva disparità generazionale, nel corso della vita avvengono anche determinate variazioni automatiche prestabilite (decremento all'avanzare dell'età e incrementi allo scendere sotto una data soglia).

- Lavoro - in generale il lavoro è compensato mediante punteggio, sia contingente sia permanente incrementante, a tempo e a risultato; esso viene a creare una classifica sulla base della quale avviene l'allocazione progressiva; le mansioni sono assegnate e suddivise non sulla base delle necessità produttive ma sulla disponibilità di forza lavoro (la disoccupazione perciò non esiste) dato che comunque tutti ricevono incondizionatamente una razione base - sprone è anche la possibilità di fruizione delle rispettive organizzazioni aziendali (mensa, dopolavoro, viaggi) - per via della difficoltà nel paragonare l'appetibilità di una mansione rispetto a un'altra in assenza di quantificazione monetaria a compenso, oltre all'assegnazione di punteggi (che rimane comunque difficilmente quantificabile dato che le razioni possono variare a seconda della disponibilità dei beni), tra diverse mansioni vengono assegnati diversi orari temporali (ai lavori meno graditi vengono assegnati turni di durata inferiore e meno giorni lavorativi settimanali, mensili, annuali) - mentre in genere l'assegnazione fissa dei punti è uguale per tutti indipendentemente dalla mansione e dal ruolo rivestito nell'azienda - su indicazione dell'ufficio statistico dell'approvvigionamento viene premiato con punti aggiuntivi il raggiungimento di determinati obiettivi aziendali (produttività) e da altri organismi premi per conseguimenti sportivi, artistici, scientifici, tecnologici, ecc.

- Innovazione, sviluppo, progresso - indica metodi di produzione e avvio di nuovi tipi di produzioni (ufficio necessario in assenza di iniziativa privata).

- Ammasso - in caso di surplus (anche riguardante beni ritornati indietro dopo aver percorso la catena distributiva) - l'ufficio dà indicazione delle variazioni da attuare nella produzione.

- Commercio internazionale - avviene dal magazzino di smistamento nazionale nel quale convergono tutti i beni in surplus; essendo esportato solo il surplus effettivo, e importato il suo equivalente (non sono previsti pagamenti in titoli, mentre quelli in metalli nobili solo in caso di eccessivo divario nel bilancio quando altrimenti incolmabile), viene a scomparire il cosiddetto meccanismo del "neocolonialismo".
  - Commercio interno - verso regioni autonome o stati che praticano anch'essi il razionamento ma separatamente dal proprio circuito; l'equivalenza dello scambio è stabilita da una borsa merci statale.
  - Commercio estero - verso paesi nei quali vige circolazione monetaria; si avvale di una banca di Stato e il bilanciamento dei pagamenti avviene tramite il metodo del risconto.

In tale sistema la tendenza è all'accentramento produttivo, laddove possibile in un'unica grande azienda nazionale per settore, localizzando le attività laddove la produzione è più efficiente (vantaggio comparato). In genere commercio (tramite baratto necessariamente) e libera iniziativa sono permessi, ma laddove è stato proibito l'utilizzo di manodopera dipendente esse si sono limitate all'artigianato. Altre attività di autosussistenza personale (ad esempio caccia, pesca con canna, raccolta funghi) sono generalmente permesse ma subordinate a riduzione della razione ricevuta dalla distribuzione-allocazione, tramite riduzione contingente del punteggio assegnato.
Trasporti in genere sono gratuiti localmente quelli di massa, e subordinati a schede a punti per quelli a lunga distanza. Anche servizi quali rifornimento benzina, fruizione di locali pubblici (bar, ristoranti), altri servizi (ad esempio trasporto in taxi) sottostanno a schede a punti (quotidiani, settimanali, mensili, annuali, con o senza scadenza) e/o accessibili liberamente fino a esaurimento delle disponibilità (ad esempio i posti al cinema); i servizi sanitari e alla persona (ad esempio il barbiere) sono gratuiti. La distribuzione delle utenze domestiche (elettricità, gas, acqua, telefono) è sottoposta a contingentamento, ovvero ognuno può disporre liberamente di una data quantità massima, quotidiana, settimanale, mensile, annuale, diversa a seconda delle stagioni.

## Risultati
Un indicatore positivo del funzionamento del metodo del razionamento si rivelò inaspettatamente durante il comunismo "di guerra" nel settore artistico. La fioritura delle arti fu resa possibile dal fatto che, ricevendo ognuno uguale razione indipendentemente da tutto, gli artisti non erano più costretti a tralasciare la loro creatività o sottostare alla volontà di mecenati per doversi procurare il pane per vivere, essendogli questo fornito incondizionatamente mediante il razionamento.

## Razionamento civile
Il razionamento per i civili è stato istituito più spesso in tempo di guerra. Ad esempio, a ogni persona possono essere dati dei "buoni razionamento" che consentono loro di acquistare una certa quantità di un prodotto ogni mese. Il razionamento spesso include cibo e altre necessità per le quali c'è carenza, compresi i materiali necessari per lo sforzo bellico come pneumatici di gomma, scarpe di cuoio, vestiti e carburante.

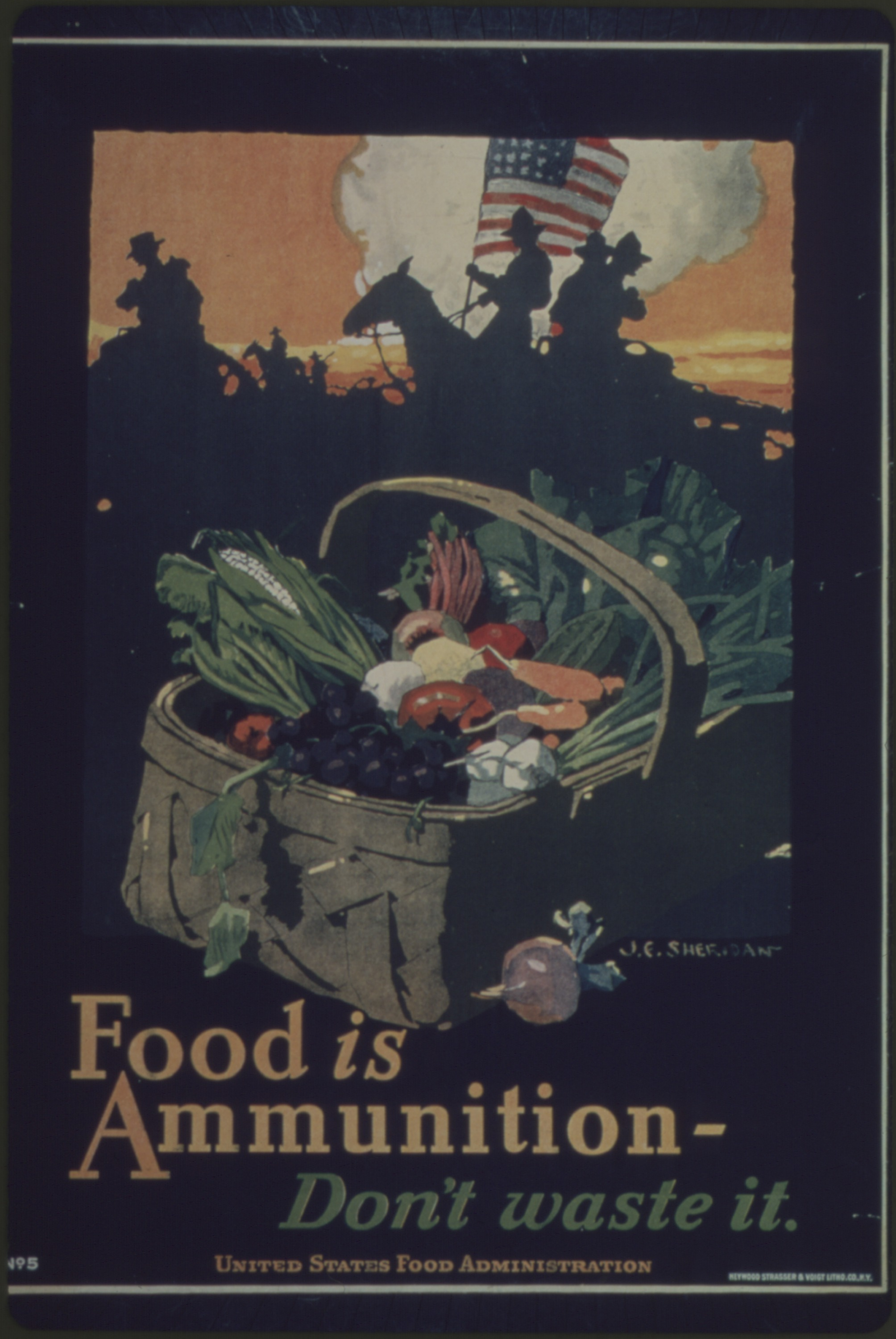
Una pubblicità del 1918 esorta i civili a conservare il cibo durante la prima guerra mondiale.

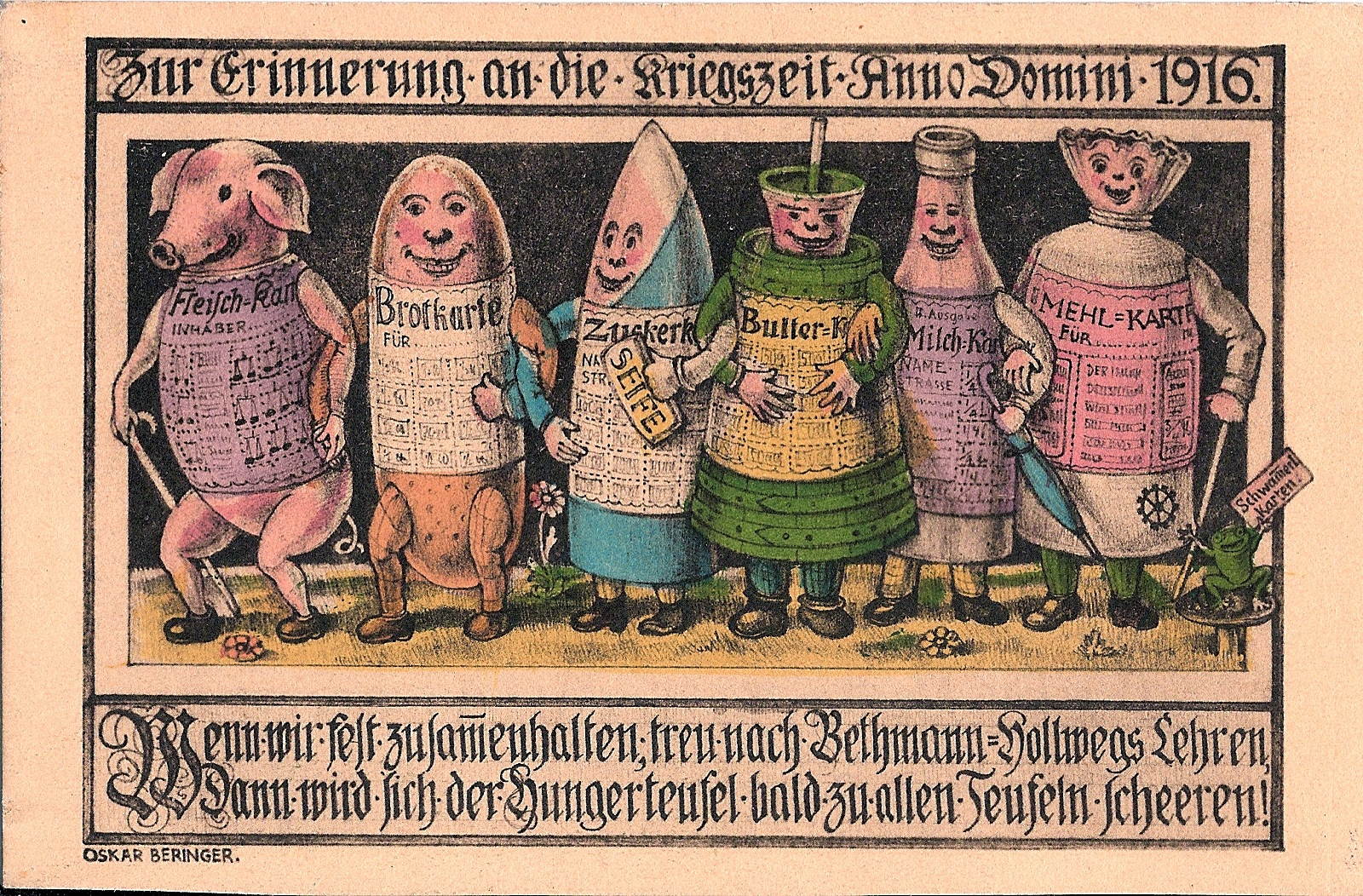
Manifesto di propaganda del governo tedesco della prima guerra mondiale che descrive il razionamento con personificazioni di carne, pane, zucchero, burro, latte e farina, 1916.

Il razionamento di cibo e acqua può rendersi necessario anche in caso di emergenza, come un disastro naturale o un attacco terroristico.
Negli Stati Uniti, la Federal Emergency Management Agency (FEMA) ha stabilito delle linee guida per il razionamento di cibo e acqua quando non sono disponibili sostituzioni. Secondo gli standard FEMA, ogni persona dovrebbe avere almeno 1 quarto di gallone americano (0,95 L) di acqua al giorno, e di più per bambini, madri che allattano e malati.

### Origini
Gli assedi militari hanno spesso causato carenze di cibo e altri beni essenziali. In tali circostanze, le razioni assegnate a un individuo sono state spesso determinate in base all'età, al sesso, alla razza o alla posizione sociale. Durante l'assedio di Lucknow (parte della ribellione indiana del 1857) le donne ricevevano tre quarti della razione alimentare di un uomo. I bambini ne ricevevano solo la metà. Durante l'assedio di Ladysmith nelle prime fasi della guerra boera nel 1900, gli adulti bianchi ricevevano le stesse razioni alimentari dei soldati mentre i bambini ne ricevevano la metà. Le razioni alimentari per gli indiani e i neri erano significativamente più piccole. 
I primi sistemi moderni di razionamento furono imposti durante la prima guerra mondiale. In Germania, che soffriva degli effetti del blocco britannico, fu introdotto un sistema di razionamento nel 1914 e fu costantemente ampliato negli anni successivi man mano che la situazione peggiorava. Sebbene la Gran Bretagna non soffrisse di carenze alimentari, poiché le rotte marittime erano tenute aperte per le importazioni di cibo, gli "acquisti di panico" (che si verificano quando i consumatori acquistano quantità insolitamente grandi di un prodotto in previsione di, o dopo, un disastro o una presunta catastrofe, o in previsione di un forte aumento dei prezzi o di una carenza) verso la fine della guerra spinsero al razionamento prima dello zucchero e poi della carne. Si dice che ciò abbia giovato alla salute generale del paese, attraverso il "livellamento del consumo di generi alimentari essenziali". Per aiutare con il razionamento, il 15 luglio 1918 furono introdotti i libretti di razionamento per burro, margarina, strutto, carne e zucchero. Durante la guerra, l'apporto calorico medio diminuì solo del 3%, ma l'assunzione di proteine del 6%. 
In Polonia il razionamento alimentare iniziò a diffondersi dopo la prima guerra mondiale e i buoni annonari rimasero in uso fino alla fine della guerra sovietico-polacca.

### Seconda guerra mondiale

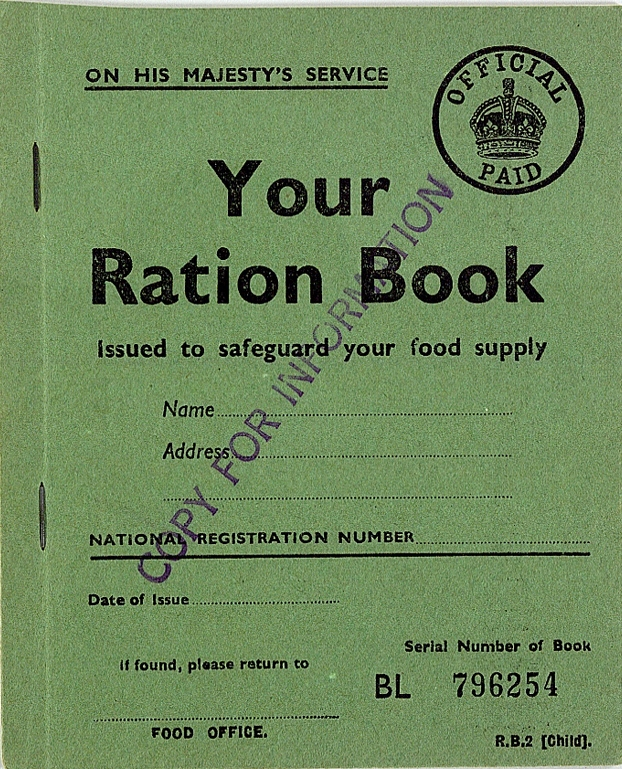
Tessera annonaria per bambini, utilizzata in Gran Bretagna durante la seconda guerra mondiale.

Il razionamento divenne comune durante la seconda guerra mondiale. Venivano spesso utilizzati i buoni annonari. Si trattava di buoni o francobolli riscattabili e a ogni famiglia veniva rilasciato un numero fisso di ciascun tipo di buono in base alle dimensioni della famiglia, all'età dei bambini e al reddito. Il Ministero dell'alimentazione del Regno Unito perfezionò il processo di razionamento nei primi anni '40 per garantire che la popolazione non morisse di fame quando le importazioni di cibo erano severamente limitate e la produzione locale limitata a causa del gran numero di uomini che combattevano la guerra. 
Il razionamento su base scientifica è stato avviato da Elsie Widdowson e Robert McCance presso il Dipartimento di Medicina Sperimentale dell'Università di Cambridge. Hanno lavorato sulla composizione chimica del corpo umano e sul valore nutrizionale delle diverse farine utilizzate per fare il pane. Widdowson ha anche studiato l'impatto della dieta infantile sulla crescita umana. Hanno studiato i diversi effetti delle carenze di sale e di acqua e hanno prodotto le prime tabelle per confrontare i contenuti nutrizionali degli alimenti prima e dopo la cottura. Sono stati co-autori di The Chemical Composition of Foods, pubblicato per la prima volta nel 1940 dal Medical Research Council. Il loro libro, "McCance e Widdowson", è diventato noto come "la bibbia del dietista" e ha costituito la base del moderno pensiero nutrizionale. 

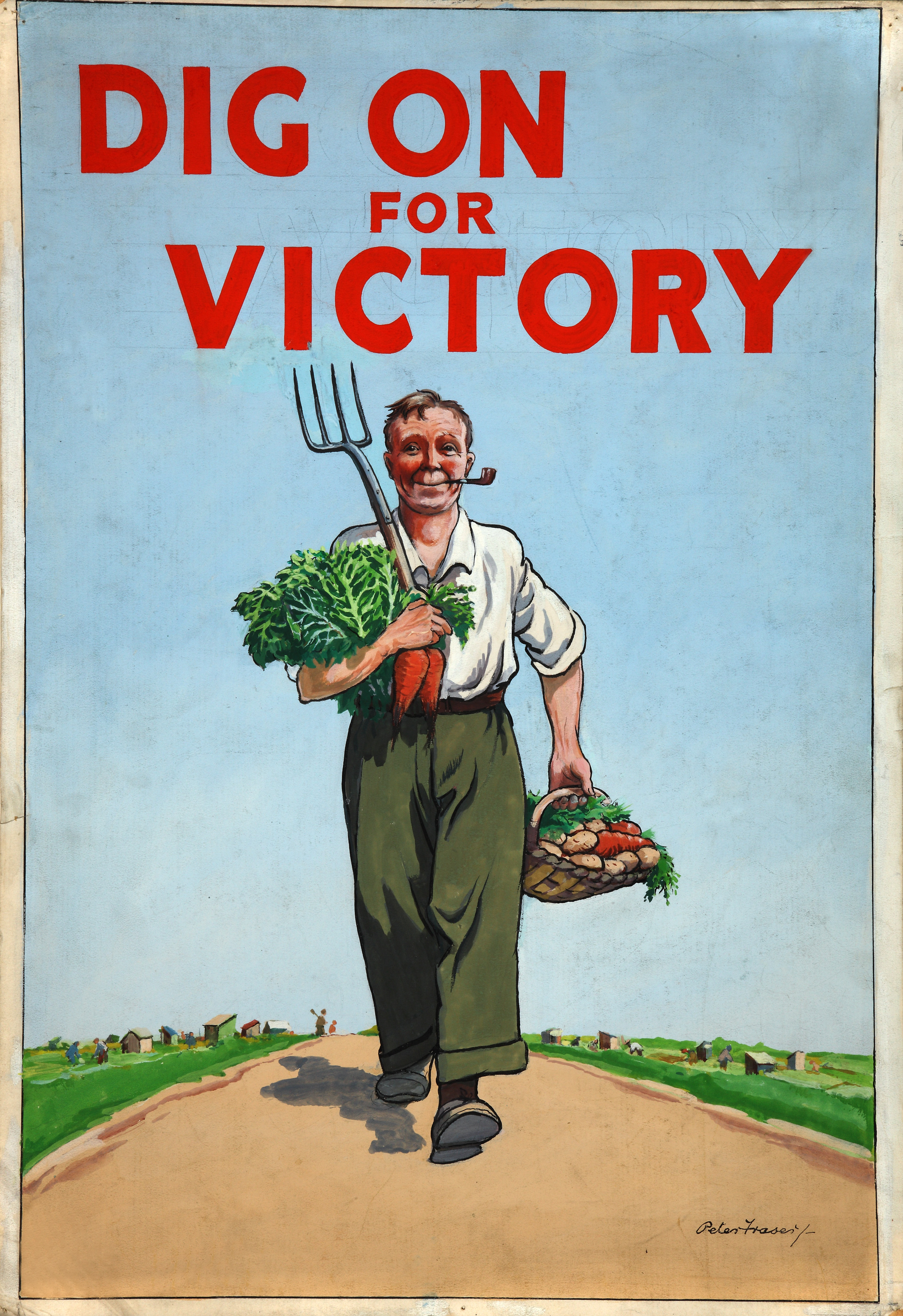
Manifesto per la campagna "Dig for Victory", che incoraggia i britannici a integrare le loro razioni coltivando giardini e orti.

Nel 1939, testarono se il Regno Unito potesse sopravvivere con la sola produzione alimentare nazionale se gli U-Boot avessero posto fine a tutte le importazioni. Utilizzando i dati sulla produzione alimentare del 1938, nutrirono se stessi e altri volontari con una dieta limitata, simulando il faticoso lavoro fisico che i britannici avrebbero probabilmente dovuto svolgere in tempo di guerra. Gli scienziati scoprirono che la salute e le prestazioni dei soggetti rimasero molto buone dopo tre mesi. Guidarono anche la prima aggiunta obbligatoria di vitamine e minerali al cibo, iniziando con l'aggiunta di calcio al pane. Il loro lavoro divenne la base della dieta di austerità in tempo di guerra promossa dal Ministro dell'Alimentazione, Lord Woolton. 
La dieta del pubblico britannico in tempo di guerra non fu mai così severa come nello studio di Cambridge perché gli U-Boot tedeschi non riuscirono a fermare la fornitura transatlantica, ma il razionamento migliorò la salute del popolo britannico: la mortalità infantile diminuì e l'aspettativa di vita aumentò. Questo perché tutti avevano accesso a una dieta varia con sufficienti nutrienti.
La prima merce ad essere controllata fu la benzina. L'8 gennaio 1940, pancetta, burro e zucchero furono razionati. Seguirono successivi schemi di razionamento per carne, tè, marmellata, biscotti, cereali per la colazione, formaggio, uova, strutto, latte e frutta in scatola e secca. Le verdure fresche e la frutta non furono razionate, ma le scorte erano limitate. Molte persone coltivavano le proprie verdure, fortemente incoraggiate dalla campagna di grande successo "Digging for Victory". La cosa più controversa fu il pane; non fu razionato fino alla fine della guerra, ma la "pagnotta nazionale" di pane integrale sostituì la normale varietà bianca, con disappunto della maggior parte delle massaie che lo trovavano molle, grigio e facile da incolpare per problemi digestivi. Il pesce non fu razionato, ma i prezzi del pesce aumentarono notevolmente con l'avanzare della guerra. 

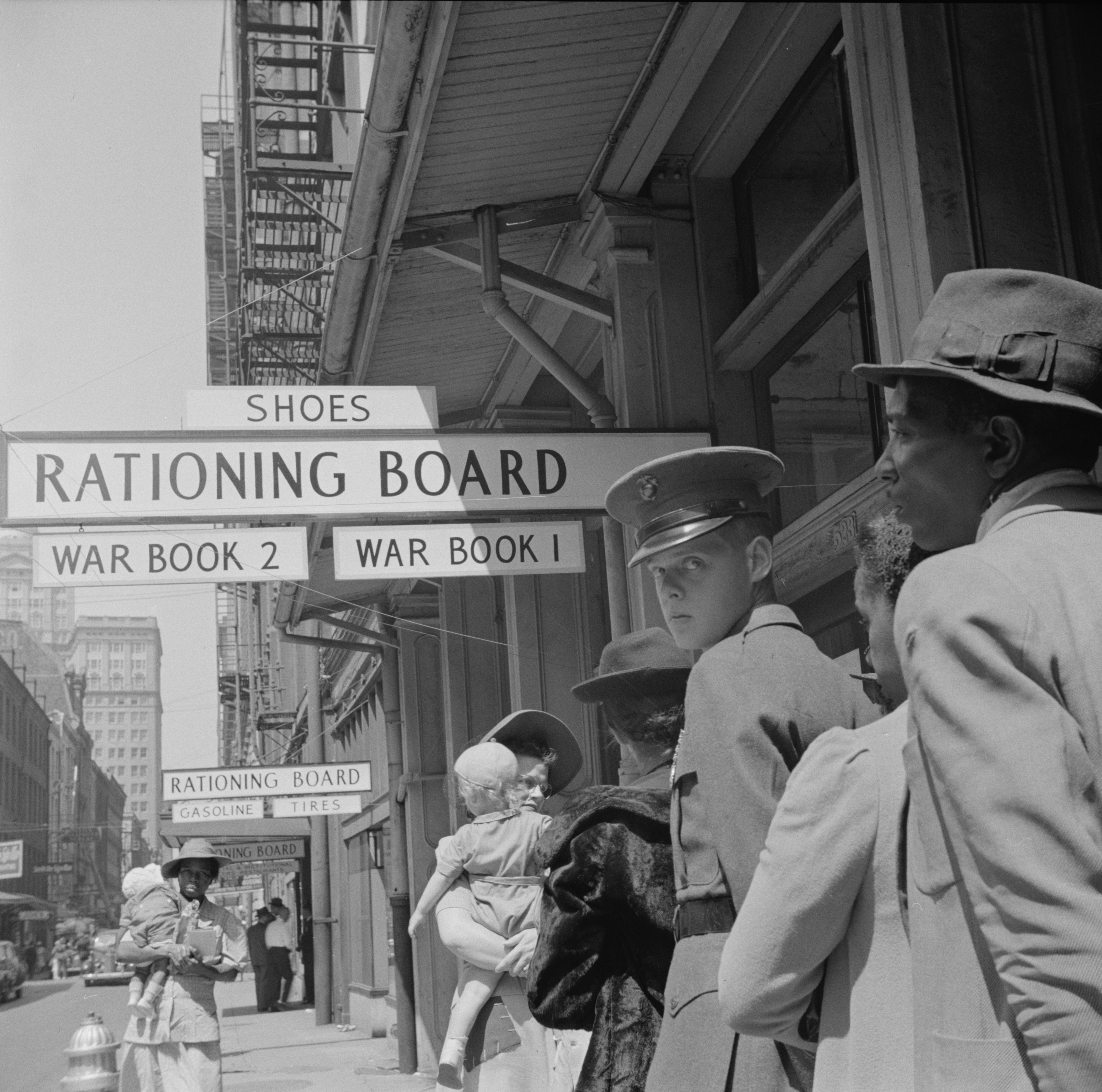
Persone in fila all'ufficio del Rationing Board, New Orleans, 1943.

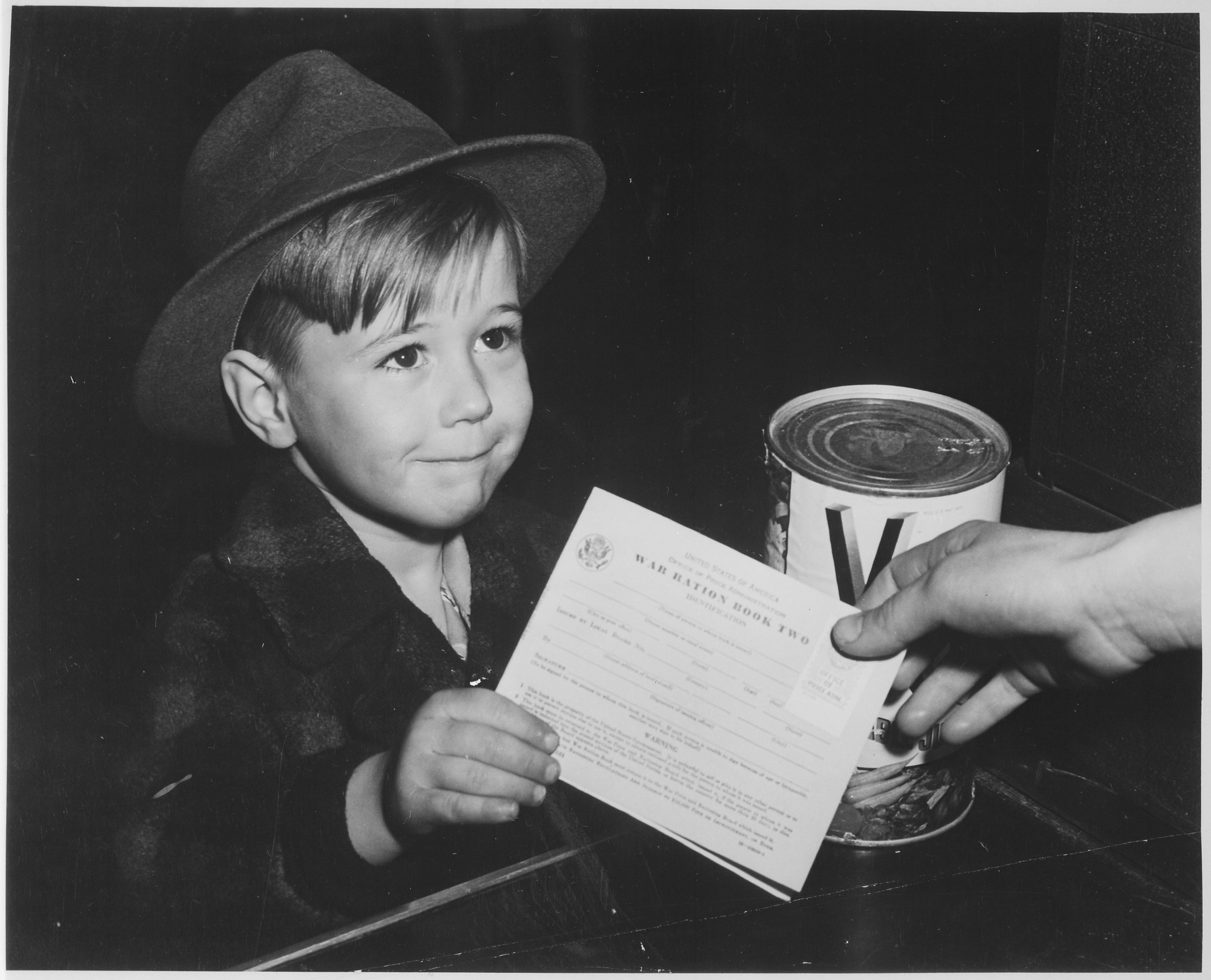
Un ragazzo fa la sua prima esperienza nell'uso del War Ration Book Two, 1943.

Nel maggio 1941, Woolton fece appello agli americani affinché riducessero il consumo di certi alimenti (latticini, salmone in scatola e carne) in modo che una quantità maggiore di questi potesse essere destinata al Regno Unito. L'Office of Price Administration (OPA) avvertì gli americani di potenziali carenze di benzina, acciaio, alluminio ed elettricità. Credeva che con le fabbriche convertite alla produzione militare e che consumavano molte forniture critiche, il razionamento sarebbe diventato necessario se il paese fosse entrato in guerra. Istituì un sistema di razionamento dopo l'attacco a Pearl Harbor. Nel giugno 1942 fu istituito il Combined Food Board per coordinare la fornitura mondiale di cibo agli Alleati, con particolare attenzione ai flussi dagli Stati Uniti e dal Canada alla Gran Bretagna.
I civili americani ricevettero per la prima volta i libretti annonari, il War Ration Book Number One, o "Sugar Book", il 4 maggio 1942, tramite più di 100.000 insegnanti, associazioni genitori-insegnanti e altri volontari. Lo zucchero fu il primo bene di consumo razionato. Panetterie, gelaterie e altri utenti commerciali ricevettero razioni pari a circa il 70% del consumo normale. Il caffè fu razionato il 27 novembre 1942 a 1 libbra (0,45 kg) ogni 5 settimane. Entro la fine del 1942, i buoni annonari furono utilizzati per altri 9 articoli. Macchine da scrivere, benzina, biciclette, calzature, seta, nylon, olio combustibile, stufe, carne, strutto, grasso e oli da cucina, formaggio, burro, margarina, cibi lavorati (in scatola, in bottiglia e congelati), frutta secca, latte in scatola, legna da ardere e carbone, marmellate, gelatine e confetture furono razionati entro il novembre 1943.
Il lavoro di emissione dei libretti annonari e di cambio dei francobolli usati con i certificati era gestito da circa 5.500 consigli locali di razionamento composti per lo più da volontari. Come risultato del razionamento della benzina, tutte le forme di corse automobilistiche, inclusa la 500 Miglia di Indianapolis, furono vietate. Tutti i razionamenti negli Stati Uniti terminarono nel 1946.
Nell'Unione Sovietica il cibo fu razionato dal 1941 al 1947. In particolare, le razioni giornaliere di pane nella Leningrado assediata furono inizialmente fissate a 800 grammi (28 once). Entro la fine del 1941 le razioni di pane furono ridotte a 250 grammi (83⁄4 once) per i lavoratori e 125 grammi (41⁄2 once) per tutti gli altri, il che causò un'ondata di morti per fame. A partire dal 1942 le razioni giornaliere di pane furono aumentate a 350 grammi (121⁄4 once) per i lavoratori e 200 grammi (7 once) per tutti gli altri. Uno dei documenti del periodo è il diario di Tanja Savičeva, che ha registrato la morte di ogni membro della sua famiglia durante l'assedio.
Il razionamento fu introdotto anche in un certo numero di domini e colonie britanniche, con il razionamento degli abiti imposto in Australia, dal 12 giugno 1942, e di alcuni generi alimentari dal 1943. Il Canada razionò tè, caffè, zucchero, burro e pezzi di ricambio meccanici, tra il 1942 e il 1947. Gli stati di Cochin, Travancore e Madras, dell'India britannica, scelsero di razionare i cereali tra l'autunno del 1943 e la primavera del 1944. Il razionamento in Nuova Zelanda iniziò nel 1942 e fu abolito per la maggior parte dei cibi nel 1948, ma continuò per il burro fino al 1950. 
Allo stesso modo, il razionamento fu introdotto in tutto l’impero giapponese, poiché materie prime come il riso divennero scarse nei territori, dopo la distruzione delle infrastrutture di trasporto che un tempo servivano le colonie.

### Razionamento in tempo di pace

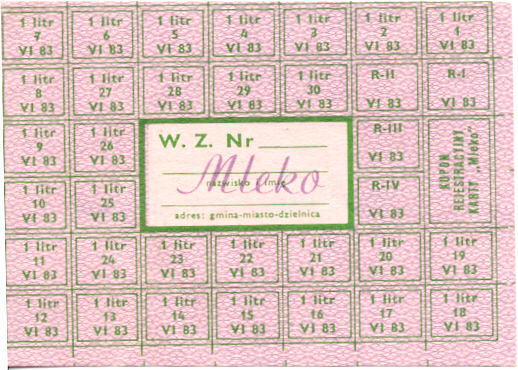
Bollo polacco per il razionamento del latte in uso dal 1981 al 1983.

Il razionamento civile del cibo in tempo di pace è stato utilizzato dopo calamità naturali, durante emergenze o dopo il fallimento delle politiche economiche governative in materia di produzione o distribuzione, nonché a causa di estesi programmi di austerità implementati per tagliare o limitare la spesa pubblica in paesi in cui i beni razionati in precedenza dipendevano da appalti o sussidi governativi, come nel caso di Israele.
Nel Regno Unito, il razionamento rimase in vigore per anni dopo la fine della guerra. Per certi aspetti fu più severo dopo la guerra che durante la guerra: due importanti generi alimentari che non furono mai razionati durante la guerra, pane e patate, furono razionati dopo (il pane dal 1946 al 1948 e le patate per un periodo dal 1947). Il tè fu ancora razionato fino al 1952. Nel 1953 terminò il razionamento di zucchero e uova e nel 1954 fu abolito tutto il razionamento quando formaggio e carne non furono più razionati. Lo zucchero fu nuovamente razionato nel 1974 dopo che i produttori caraibici iniziarono a vendere al più redditizio mercato degli Stati Uniti. 
Alcune economie pianificate centralizzate introdussero sistemi di razionamento in tempo di pace a causa della carenza di cibo nel periodo postbellico. La Corea del Nord e la Cina lo fecero negli anni '70 e '80, così come la Repubblica Socialista di Romania durante il governo di Ceausescu negli anni '80, l'Unione Sovietica nel 1990-1991 e dal 1962 a oggi a Cuba.

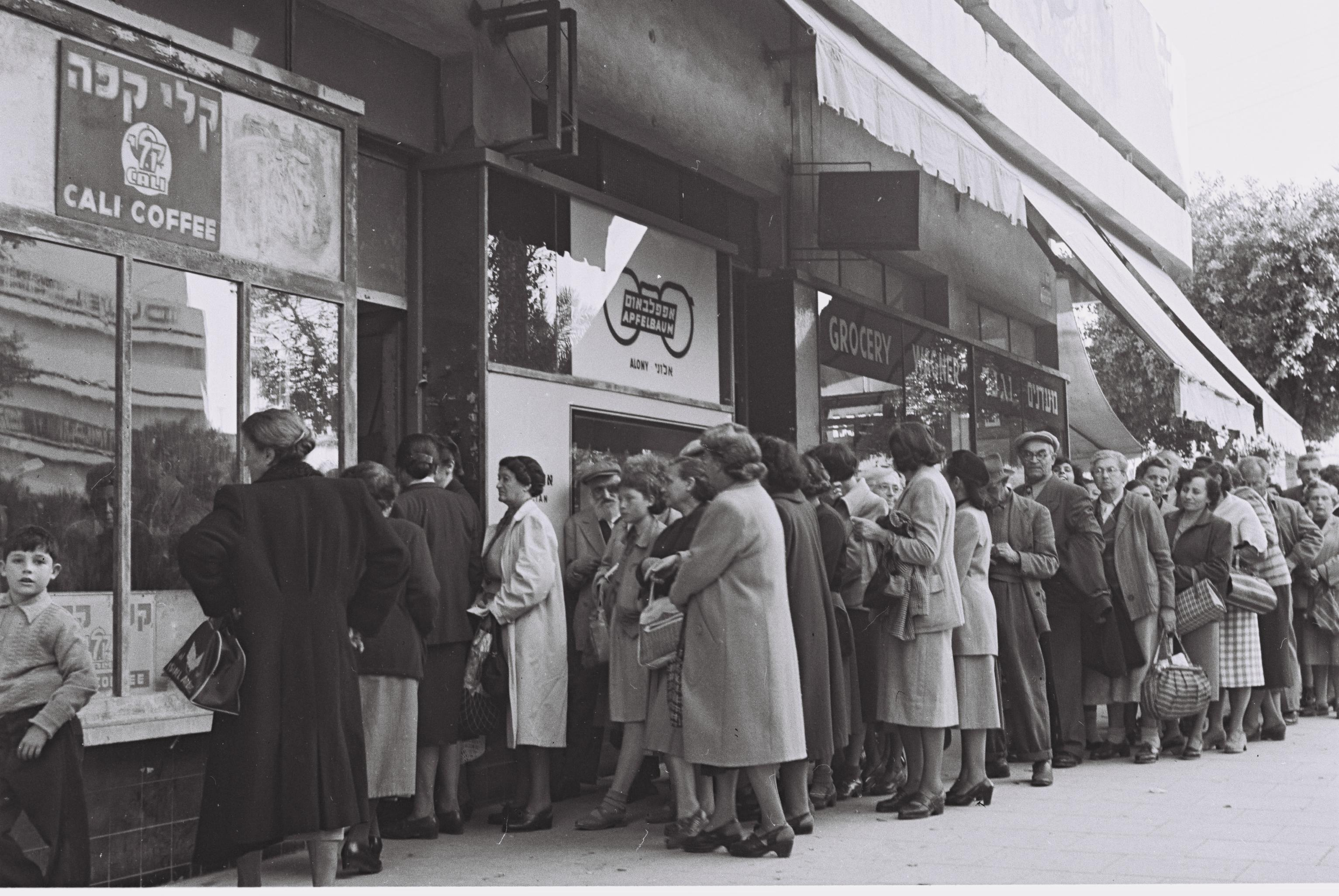
Residenti di Tel Aviv in fila per acquistare razioni alimentari, 1954.

Dal 1949 al 1959, Israele era sotto un regime di austerità, durante il quale era imposto il razionamento. All'inizio, solo i cibi di base come olio da cucina, zucchero e margarina erano razionati, ma in seguito il regime fu ampliato e alla fine incluse mobili e calzature. Ogni mese, ogni cittadino riceveva buoni pasto del valore di 6 lire israeliane e a ogni famiglia veniva assegnato del cibo. La dieta media israeliana era di 2.800 calorie al giorno, con calorie aggiuntive per bambini, anziani e donne incinte.
In seguito all'accordo di riparazione del 1952 tra Israele e la Germania Ovest e al successivo afflusso di capitali stranieri, l'economia israeliana fu rafforzata e nel 1953 la maggior parte delle restrizioni fu cancellata. Nel 1958, l'elenco dei beni razionati fu ridotto a soli 11 e nel 1959 fu ridotto solo a marmellata, zucchero e caffè.

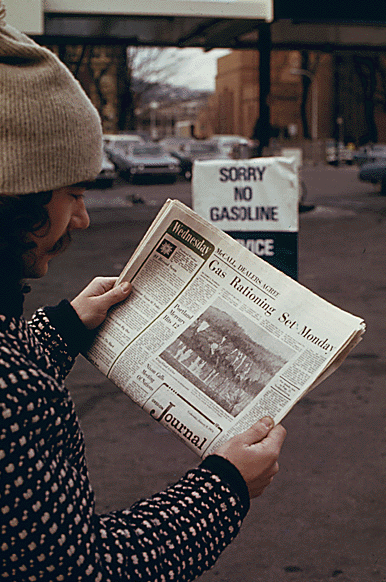
Nel 1974 un uomo in una stazione di servizio legge sul giornale pomeridiano informazioni sul sistema di razionamento della benzina negli Stati Uniti; sullo sfondo un cartello informa che non è disponibile benzina.

I prodotti petroliferi vennero razionati in molti paesi dopo la crisi petrolifera del 1973. Gli Stati Uniti introdussero il razionamento dispari-pari per i carburanti durante la crisi, che consentiva solo ai veicoli con targhe pari di fare rifornimento di benzina un giorno e a quelli con targhe dispari un altro.
La Polonia ha promulgato il razionamento nel 1981 per far fronte alla crisi economica. Il sistema di razionamento inizialmente comprendeva la maggior parte delle necessità quotidiane della popolazione, ma è stato gradualmente eliminato nel tempo, con l'ultima razione abolita nel 1989. 
Il razionamento a Cuba per i beni di prima necessità è stato promulgato nel 1991 in seguito al crollo dell'Unione Sovietica, che in precedenza aveva sovvenzionato l'economia della nazione insulare. Il razionamento ha iniziato a essere gradualmente eliminato nell'anno 2000 alla fine del "periodo speciale", poiché Cuba era passata a un'economia più diversificata e autosufficiente. Il razionamento, tuttavia, non è stato completamente abolito e si è invece trasformato in un modo alternativo per acquistare beni, oltre ai mercati. Ciò costituisce una curiosa deviazione dal razionamento classico, poiché durante il periodo 2001-2019, il sistema di razionamento è stato utilizzato in aggiunta, anziché come sostituzione dei mercati regolari. I cubani sarebbero stati in grado di acquistare una certa quantità di articoli a prezzi "liberati" utilizzando buoni annonari a una tariffa notevolmente ridotta, pur potendo comunque acquistare di più ai normali prezzi di mercato. Questo sistema "liberato" è persistito anche durante il periodo di crescita economica e relativa prosperità di Cuba all'inizio e a metà degli anni 2010 e ha goduto di notevole popolarità tra i cittadini dell'isola. Cuba ha poi reintrodotto un sistema di razionamento limitante classico nel 2019, in seguito all'imposizione di severe sanzioni sull'isola da parte del presidente degli Stati Uniti Donald Trump, nonché al crollo delle spedizioni di petrolio dal Venezuela, che in quel momento stava affrontando i propri problemi economici. Il presidente di Cuba ha presentato il nuovo sistema come significativamente più indulgente del "periodo speciale" del 1991-2000, sebbene abbia ammesso che avrebbe influenzato negativamente i consumi.

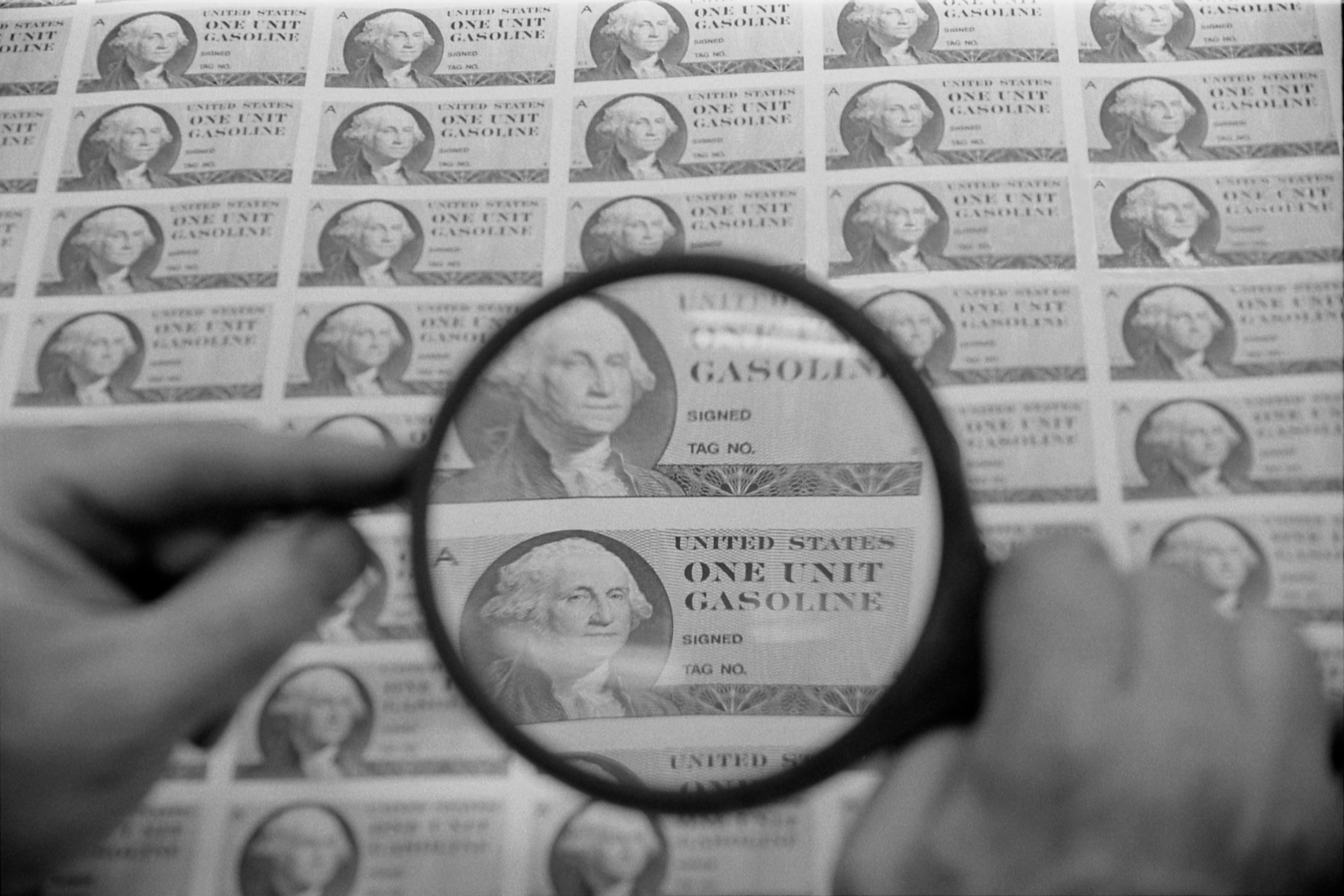
Francobolli per le razioni di benzina degli Stati Uniti stampati, ma non utilizzati, durante la crisi petrolifera del 1973.

Il razionamento a breve termine del gas e di altri combustibili è stato introdotto negli stati americani del New Jersey e di New York dopo l’uragano Sandy nel 2012. 
Nell’aprile 2019, il Venezuela ha annunciato un regime di razionamento dell’elettricità di 30 giorni a fronte della carenza di energia. 
Per alcuni anni, durante una serie di siccità in California (dal 2015 al 2019), il California State Water Resources Control Board ha imposto restrizioni obbligatorie all’uso dell’acqua.
Nel 2021, lo Sri Lanka, che stava affrontando una grave crisi economica, stava valutando l'introduzione del razionamento alimentare. Secondo The Hindu, "il presidente Gotabaya Rajapaksa ha chiamato l'esercito per gestire la crisi razionando la fornitura di vari beni essenziali". 
Nel 2023, l’Iran ha avviato il meccanismo della Rete di Credito Nazionale. 
A partire dal 2024, a Cuba e in Corea del Nord è in vigore il razionamento in tempo di pace per i generi alimentari di base e beni simili. 

### Razioni di aiuti ai rifugiati
Le agenzie di aiuto, come il Programma alimentare mondiale, forniscono razioni alimentari e altri beni essenziali ai rifugiati o agli sfollati interni che sono registrati presso l'UNHCR e vivono in campi profughi o sono assistiti in centri urbani. A ogni rifugiato registrato viene data una tessera annonaria al momento della registrazione, che viene utilizzata per raccogliere le razioni dai centri di distribuzione alimentare. Le 2.100 calorie assegnate a persona al giorno si basano su standard minimi e spesso non vengono raggiunte, come è stato il caso del Kenya. 
Ai sensi dell'articolo 20 della Convenzione relativa allo statuto dei rifugiati, questi ultimi devono essere trattati come cittadini nazionali nei sistemi di razionamento quando questi ultimi sono in vigore per la popolazione generale.

## Altri tipi

### Razionamento dell'assistenza sanitaria
Come osservò la Royal Commission on the National Health Service nel 1979, "qualunque sia la spesa per l'assistenza sanitaria, è probabile che la domanda aumenti per soddisfarla e superarla". Nei luoghi in cui un governo fornisce assistenza sanitaria, il razionamento è esplicito. In altri luoghi alle persone vengono negate le cure a causa della mancanza personale di fondi o a causa di decisioni prese dalle compagnie assicurative. La Corte suprema degli Stati Uniti d'America ha approvato il pagamento dei medici per razionare le cure, affermando che deve esserci "un incentivo che collega la ricompensa del medico al razionamento delle cure". La carenza di organi per la donazione costringe al razionamento degli organi per il trapianto anche quando i fondi sono disponibili.

### Razionamento culturale
La censura, le biblioteche e i musei possono avere la funzione di limitare, moderare e distribuire beni culturali, esperienze ed esposizioni approvate al grande pubblico. 

### Razionamento del credito
Il razionamento del credito descrive una situazione in cui una banca limita l'offerta di prestiti, anche quando ha fondi sufficienti per prestare, e l'offerta di prestiti non ha ancora eguagliato la domanda dei potenziali mutuatari. La modifica del prezzo dei prestiti (tasso d'interesse) non bilancia la domanda e l'offerta di prestiti. 

### Razionamento del carbonio
Il personal carbon trading si riferisce ai sistemi di mercato delle emissioni proposti in base ai quali i crediti di emissione vengono assegnati a individui adulti su una base pro capite (in generale) equa, entro i bilanci nazionali del carbonio. Gli individui poi cedono questi crediti quando acquistano carburante o elettricità. Gli individui che vogliono o hanno bisogno di emettere a un livello superiore a quello consentito dalla loro allocazione iniziale sarebbero in grado di impegnarsi nello scambio di emissioni e acquistare crediti aggiuntivi. Al contrario, quegli individui che emettono a un livello inferiore a quello consentito dalla loro allocazione iniziale hanno l'opportunità di vendere i loro crediti in eccesso. Pertanto, lo scambio individuale nell'ambito del personal carbon trading è simile allo scambio di aziende nell'ambito dell'EU ETS.
Il personal carbon trading viene talvolta confuso con la compensazione delle emissioni di carbonio, poiché il concetto è simile e prevede il pagamento di quote di emissione, ma si tratta di un concetto completamente diverso, concepito per essere obbligatorio e per garantire che le nazioni raggiungano i propri obiettivi nazionali di emissioni di carbonio (piuttosto che tentare di farlo tramite commercio internazionale o compensazione).

## Tessera annonaria
La tessera annonaria è un libretto o una tessera con diversi tagliandi emessa dal governo di una nazione che permette di ottenere determinate quantità di generi alimentari o di prima necessità nei periodi in cui essi sono razionati, tipicamente in periodi bellici o di emergenza.